# Orkaan Bret
Orkaan Bret was de eerste van vijf, categorie 4 orkanen, die zich ontwikkelde tijdens het Atlantische orkaanseizoen van 1999 en de eerste tropische cycloon sinds de orkaan Jerry in 1989 die met orkaanintensiteit aan land kwam in Texas. Gevormd vanuit een tropische golf op 18 augustus organiseerde Bret zich langzaam binnen zwakke stuurstromen in de baai van Campeche. Op 20 augustus begon de storm noordwaarts te trekken en werd op 21 augustus snel heviger. Na deze periode van versterking bereikte Bret zijn piekintensiteit met windsnelheden van 233 km/h en een luchtdruk van 944 mbar (hPa; 27.9 inHg ). Later die dag verzwakte de storm tot een categorie 3 orkaan en kwam aan land op Padre Island, Texas. Kort daarna verzwakte de storm verder en werd het een tropische depressie; 24 uur na het verplaatsen naar het binnenland. De overblijfselen van de storm verdwenen uiteindelijk begin 26 augustus boven het noorden van Mexico.
Langs de kust van Texas bedreigde Bret verschillende steden, wat leidde tot de evacuatie van 180,000 inwoners. In de hele regio werden talloze schuilplaatsen geopend en gevangenissen ontruimd. Enkele dagen voordat de storm arriveerde, vaardigde de NHC orkaanwaarschuwingen uit voor gebieden nabij de grens tussen Texas en Mexico. Verschillende hoofdwegen die naar barrière-eilandsteden leidden, werden afgesloten om te voorkomen dat bewoners tijdens de orkaan bruggen zouden oversteken. In het nabijgelegen Mexico verlieten ongeveer 7.000 mensen de kustgebieden voorafgaand aan de storm. Ambtenaren hadden ook honderden schuilplaatsen opgezet in de noordelijke regio's van het land in geval van grote overstromingen.
Bret kwam aan land in een dunbevolkt gebied, wat resulteerde in relatief weinig schade in vergelijking met de intensiteit ervan. Desalniettemin kwamen zeven mensen om het leven in verband met de storm, vier in Texas en drie in Mexico. De meeste doden waren te wijten aan auto-ongelukken veroorzaakt door gladde wegen. Bij het aan land komen veroorzaakte de orkaan een maximale stormvloed van 2,7 m op Matagorda Island, Texas. Zware regenval geproduceerd door Bret piekte bij 335 mm in Texas en werden geschat op meer dan 360 mm in Mexico. Talrijke huizen in de getroffen regio's werden beschadigd of vernield, waardoor ongeveer 150 mensen dakloos werden. In totaal veroorzaakte de storm $ 15 miljoen (1999 USD) in schade.